# Ranchester
Ranchester est une municipalité américaine située dans le comté de Sheridan au Wyoming.
Lors du recensement de 2010, sa population est de 855 habitants. La municipalité s'étend sur 0,61 milles carrés (1,58 km2).